# Bataille d'Amba Alagi (1895)
Pour les articles homonymes, voir Bataille d'Amba Alagi.
Première guerre italo-éthiopienne
Batailles
- Coatit
- Senafé
- Amba Alagi
- Meqelé
- Adoua

La bataille d'Amba Alagi en 1895 est le premier affrontement important de la campagne qui oppose les troupes du général italien Oreste Baratieri à celles du negus negest Menelik II durant la première guerre italo-éthiopienne.

## Déroulement
Les troupes italiennes, conduites par le major Toselli composées de 2 000 askaris érythréens, occupaient une position avancée dans la montagne d'Amba Alagi au Tigray. Le 7 décembre 1895, le ras Makonnen, Welle Betul et Mangesha Yohannes y menèrent un assaut qui annihila les troupes italiennes et à l'occasion duquel le major Toselli fut tué.
À la suite de la défaite d'Amba Alagi, le Premier ministre italien Francesco Crispi accorda une avance de 20 millions de lires pour s'assurer qu'un tel désastre ne se reproduirait plus, ce qui a permis de relancer l'action italienne. Elle ne s'arrête qu'à la défaite d'Adoua.